# 이쿠리냐

바스크의 기

이쿠리냐(바스크어: Ikurrina, 스페인어: Ikurriña)는 바스크의 상징이자, 바스크 지방의 공식 기이다.

## 같이 보기
- 스포츠와 정치